# 札格雷布空難
札格雷布空難指的是1976年9月10日發生在當年南斯拉夫札格雷布（今日克羅地亞的首都）附近的弗爾博韋茨市上空，一架英國航空的客機與一架伊內克斯-亞德里亞航空在當地時間10時14分，於該空域發生相撞，造成兩機上合共176人全部遇難。此次事故是克羅地亞和南斯拉夫最致命的航空事故，亦是英航自1974年成立以來，兩次致命事故之一（另一次發生於1990年，英國航空149號班機於科威特被襲擊，造成一人死亡）。

## 背景
1970年代中期，札格雷布的航空交通管制是當時歐洲其中一個最繁忙的管制區，但它同時卻面對著人手不足及設備落後的問題。札格雷布的甚高頻全向信標是提供信息給眾多來自歐洲北部、歐洲東南部、中東等地的航班的導航系統。而當地領空則劃分為三個區隔：低層空域是24,000呎以下；中層空域是24,000至31,000呎；高層空域是31,000呎以上高空。

### 事故班机
英國航空476號班機於07:32（协调世界时08:32）從英國倫敦希斯路機場飞往土耳其的伊斯坦堡。使用霍克薛利三叉戟3B（機身編號G-AWZT）执飞。本班机的機長为丹尼士·塔蘭（Dennis Tann）（1932年6月21日出生），擁有10,781飛行小時經驗；他的搭檔為副機師布萊因·希姆（Brian Helm）及飛航工程師馬丁·費連特（Martin Flint）。機上載著54名乘客及9名機員。476號班機一直穩定地飛行，直至進入札格雷布管制區。
伊內克斯-亞德里亞航空550號班機於當地時間早上9時48分，從南斯拉夫的斯普利特（現位於克羅地亞南部）起飛前往聯邦德國的科隆。使用DC-9(機身編號YU-AJR)执飞。駕駛艙內，負責駕駛的為正機長荷茲·古坎姆巴克（Jože Krumpak）及副機長道森·艾雲奴斯（Dušan Ivanuš）。機上共有108名乘客及5名機組人員。

### 航空交通管制
在空難發生時，札格雷布的空中監控中心內共有5名管制員在工作（還有一名最高級的督導員）：
- Julio Dajčić，他是最高級的督導員（生於1932年12月17日）
- Gradimir Tasić（1949年4月29日出生），高層空域管制員（出事時）
- Nenad Tepeš（1943年9月2日出生），高層空域管制員
- Mladen Hochberger（1946年10月13日出生），高層空域管制員
- Bojan Erjavec（1947年6月15日出生），中層空域管制員
- Gradimir Pelin（1948年4月18日出生），中層空域管制員

## 意外經過
早上10時04分，英航476號班機與札格雷布的空中監控中心取得聯繫，並與高層空域管制員Gradimir Tasić取得溝通。以下為當時兩者對話：
| 10:04:12 | 476號班機 | 札格雷布，這是英航476班機，早安！                                           |
|          | 札格雷布  | 英航476，早安，請繼續前進。                                                 |
| 10:04:19 | 476號班機 | 嗯，476班機，02分到達克拉根福，空層330（33000呎），估計於14分到達札格雷布。 |
| 10:04:27 | 札格雷布  | 英航476，收到，請於飛過札格雷布後通知我，及維持空層330，頻道2312。          |
| 10:04:38 | 476號班機 | 2312收到。                                                                  |

同時，亞德里亞550號班機亦與中層空域管制員Bojan Erjavec取得聯繫，請求更高的飛行高度。當時飛機位於26,000呎高空，而當時28,000至31,000呎空域並不能開放予550號班機，於是Erjavec指示550號班機爬升至35,000呎高空，機長亦接受。
為了騰出該空域予550號班機爬升，首先必須得到高層空域管制員的許可。Erjavec揚手示意Tasić，但Tasić當時非常忙碌未予理會，於是Pelin代替Tasić指導550號班機爬升。
Pelin於是走到航班編排表，拿住代表550號班機的標籤，詢問Tasić可否讓550號班機爬升至35,000呎。Tasić於是從Pelin取了550號班機標籤看了一看，問該班機處於甚麼位置，Pelin指著屏幕上550班機的光點，就在Kostajnica附近（位於札格雷布東南方）。Tasić於是回答：「好，讓他爬升吧！」。Pelin於是將550號班機的標籤貼在Metlika（今斯洛文尼亞南部）位置，然後告知Tasić「等待他們通過」。Pelin回到自己的位置上確認了自己已經安排了550號班機接著的行程，然後回到Tasić處並留意著被Tasić授權爬升的550號班機，與476號班機互相接近對方。然後Pelin通知Erjavec「好，讓550號班機爬升」。Erjevec於是於10時07分（40秒）通知550號班機爬升至35,000呎高空。
於10時12分（03秒），550號班機呼叫札格雷布的中層空域管制員，告知飛機高度將越過31,000呎。Erjavec 於是指示550班機使用134.45MHz頻率聯絡高層空域管制員並停止使用此前分配的應答機代號，同時Erjavec取消了550號班機在中層空域的應答機代號。此時，550號班機於中層空域管制的雷達屏幕上並未顯示其航班編號及高度，只是一個光點而已。在正常情況下，550號班機應於與高層空域管制員聯絡後獲重新分配一個應答機代號，然後高層空域管制的雷達屏幕便會顯示相關航班資料。但因航管員交接不當，令550號班機的資料並未於高層空域管制的雷達屏幕上出現。此外，Tasić當時正忙著指揮其他航班，而550號班機也沒有即時跟航管員通話。這有可能是當時的頻率已很繁忙，但550號班機的機員或許有其他不明原因而延遲了跟航管員對話。
於10時14分（04秒），550號班機飛越32,500呎高空後，隨即與高層空域管制員取得聯繫：
| 10:14:04 | 550號班機 | Dobar dan（今天好）札格雷布，這是亞德里亞550班機。 |
| 10:14:07 | 札格雷布  | 亞德里亞550，這是札格雷布，今天好，請繼續前進。    |
| 10:14:10 | 550號班機 | 現時空層325（32,500呎），14分越過札格雷布。        |
| 10:14:14 | 札格雷布  | 現在你的高度是多少？                               |
| 10:14:17 | 550號班機 | 327（32,700呎）。                                  |

在雷達顯示屏上的550號班機光點，正不斷迫近476號班機。為了讓550號班機上的斯洛文尼亞籍機員清楚知道他們目前的處境，Tasić違反指引，改以母語克羅地亞語跟550號班機溝通 。此時即使英航476號班機能聽到他們的對話，亦難以得知兩機即將相撞：
| 10:14:22 | 札格雷布  | 克羅地亞語：（猶豫）... e... zadržite se na toj visini i javite prolazak Zagreba（嗯…請保持你現時的高度並於飛越札格雷布後匯報。）                                                                                |
| 10:14:27 | 550號班機 | Kojoj visini?（那個高度？） |
| 10:14:29 | 札格雷布  | Na kojoj ste sada u penjanju jer... e... imate avion pred vama na...（部份中斷）335 sa leva na desno.（你現時已超越了指定高度，因為…嗯…在你前方有一架飛機，位置於…（部份中斷）335空層33500呎）從左方向右而來。） |
| 10:14:38 | 550號班機 | OK, ostajemo točno 330.（好的，那我們維持在330空層吧。） |

兩機於10時14分41秒相撞。Tasić留意著他的屏幕，他看見兩航班的光點於重疊時便突然消失了。於是他嘗試呼叫英航476號班機，要求它在通過下一個管制區納希采後回報：
| 10:15:06 | 札格雷布 | 英航476，札格雷布...請於飛越納希采後匯報。 |
| 10:15:12 | BE778    | Beatours 778，你說甚麼地方…？              |
| 10:15:14 | 札格雷布 | 我不是呼叫你……                             |

Tasić繼續試圖聯絡兩架飛機，但都沒有回覆：
| 10:15:50 | 札格雷布 | 亞德里亞550，札格雷布… |
| 10:16:00 | 札格雷布 | 亞德里亞550，札格雷布… |
| 10:16:14 | 札格雷布 | 亞德里亞550，札格雷布… |
| 10:16:32 | 札格雷布 | 亞德里亞550，札格雷布… |
| 10:16:42 | 札格雷布 | 亞德里亞550，札格雷布… |
| 10:16:50 | 札格雷布 | 英航476，札格雷布…     |
| 10:16:58 | 札格雷布 | 英航476，札格雷布…     |

兩機於10:14:41（協調世界時11:14:41）在札格雷布附近的弗爾博韋茨上空發生相撞。550號班機的左翼末端5米左右把476號班機的駕駛艙削掉，然後立即以機鼻朝下姿勢往下俯衝；476號班機的機身在空中短暫飛行後，跟著失速下墜。476班機上的63人及550號班機上的113人，無一生還。而亞德里亞航空副機長最後一句對Tasić所溝通的最後一句話是:「我們完了!再見!(We're finished, good bye!)」
一架德國漢莎航空的波音737客機，於29000呎高、距離英航476班機後方僅15英哩處目擊了兩機相撞，甚至親眼目睹兩機相撞後雙雙墜地的全過程。副機長及機長先後多次回報給薩格勒布控制室。
| 10:15:40 | 漢莎航空機長 | ㄝ，札格瑞布。很有可能我們看到了空中相撞，有兩架飛機在向下運行，呃，已經低於我們所在位置。                     |
| 10:18:12 | 漢莎航空機長 | 有可能另一架在我們前面的飛機發生空中相撞，呃，就在札格瑞布上方。我看到兩架飛機急速下墜，好像有煙跑出來的樣子。 |

## 審判
當天下午，控制中心內的所有人都被拘捕及被審問。不久，除了Tasić於開審期間被拘留外，所有人都獲釋。
審判於1977年4月11日於札格雷布地方法院展開，所有當日當值的控制員在南斯拉夫的刑事法律下被起訴，並被指「這些人等危害鐵路、航海及航空，及威脅人們及財產之安全。」 
Tasić是唯一被判有罪的航管員，並被判處有期徒刑7年。但後來一批航管員為其請願，指Tasić是這次悲劇的代罪羔羊。最後他於1978年11月29日被釋放，其間他在牢獄被囚禁了2年又3個月。

## 外部連結
- AirDisaster.Com 報告
- Aviation Safety Network 關於英航476號班機的報告 （页面存档备份，存于）
- Aviation Safety Network 關於亞德里亞航空550號班機的報告 （页面存档备份，存于）
- 兩機出事前的照片（來自Airliners.net） （页面存档备份，存于）